# 藤丘站 (神奈川縣)
藤丘站（日语：／ Fujigaoka eki */?）是一個位於神奈川縣橫濱市青葉區藤丘二丁目，屬於東急電鐵田園都市線的鐵路車站。車站編號是DT19。
站前道路有銀杏並排，而萌黃野、柿之木台周邊則種滿了櫸樹。

## 年表
- 1966年（昭和41年）4月1日 - 車站啟用[4]。當時的站前噴水池由雕刻家志水晴兒（日语：志水晴児）設計。
- 1999年（平成11年）8月23日 - 車站開始進行改善工程[5]。
- 2000年（平成12年）3月8日 - 設置驗票閘門。
- 2001年（平成13年）
  - 1月 - 新設電扶梯[6]。
  - 3月6日 - 本站配置服務經理。
  - 11月11日 - 下行線往南側移動[7]。
- 2002年（平成14年）
  - 3月23日 - 上行通過線啟用[7]。3月28日起開始待避急行。
  - 9月 - 新設南口檢票口[8]。

## 結構
本站為側式月台2面3線高架車站。上行線設有通過線，可讓早晨尖峰時刻本站列車待避急行、準急。
1999年進行改良工程以前，站內沒有廁所、電扶梯或電梯。自動驗票閘門則是在2000年導入。

### 月台
| 月台 | 路線       | 方向 | 目的地                                              |
| ---- | ---------- | ---- | --------------------------------------------------- |
| 1    | 田園都市線 | 下行 | 長津田、中央林間方向                                |
| 3    | 田園都市線 | 上行 | 二子玉川、澀谷、半藏門線 押上、 伊勢崎線 春日部方向 |

（來源：東急電鐵:車站構內圖 （页面存档备份，存于））
※2號線是上行通過線。

## 使用情況
2016年度1日平均上下車人次為27,257人。
近年1日平均上下、上車人次推移如下表。
| 年度               | 1日平均 上下車人次 | 1日平均 上車人次 | 來源     |
| ------------------ | ------------------ | ---------------- | -------- |
| 1980年（昭和55年） |                    | 11,027           |          |
| 1981年（昭和56年） |                    | 11,526           |          |
| 1982年（昭和57年） |                    | 12,266           |          |
| 1983年（昭和58年） |                    | 13,055           |          |
| 1984年（昭和59年） |                    | 13,997           |          |
| 1985年（昭和60年） |                    | 15,055           |          |
| 1986年（昭和61年） |                    | 16,022           |          |
| 1987年（昭和62年） |                    | 16,656           |          |
| 1988年（昭和63年） |                    | 16,989           |          |
| 1989年（平成元年） |                    | 17,419           |          |
| 1990年（平成02年） |                    | 17,967           |          |
| 1991年（平成03年） |                    | 18,082           |          |
| 1992年（平成04年） |                    | 17,458           |          |
| 1993年（平成05年） |                    | 16,747           |          |
| 1994年（平成06年） |                    | 15,877           |          |
| 1995年（平成07年） |                    | 15,316           | [ * 1 ]  |
| 1996年（平成08年） |                    | 15,015           |          |
| 1997年（平成09年） |                    | 14,874           |          |
| 1998年（平成10年） |                    | 14,068           | [ * 2 ]  |
| 1999年（平成11年） |                    | 13,619           | [ * 3 ]  |
| 2000年（平成12年） |                    | 13,453           | [ * 3 ]  |
| 2001年（平成13年） |                    | 13,359           | [ * 4 ]  |
| 2002年（平成14年） | 25,822             | 13,082           | [ * 5 ]  |
| 2003年（平成15年） | 25,995             | 13,018           | [ * 6 ]  |
| 2004年（平成16年） | 26,497             | 13,109           | [ * 7 ]  |
| 2005年（平成17年） | 25,901             | 12,868           | [ * 8 ]  |
| 2006年（平成18年） | 26,319             | 13,086           | [ * 9 ]  |
| 2007年（平成19年） | 26,646             | 13,335           | [ * 10 ] |
| 2008年（平成20年） | 26,486             | 13,294           | [ * 11 ] |
| 2009年（平成21年） | 26,208             | 13,050           | [ * 12 ] |
| 2010年（平成22年） | 26,134             | 13,026           | [ * 13 ] |
| 2011年（平成23年） | 26,146             | 13,054           | [ * 14 ] |
| 2012年（平成24年） | 26,386             | 13,176           | [ * 15 ] |
| 2013年（平成25年） | 26,916             | 13,439           | [ * 16 ] |
| 2014年（平成26年） | 27,077             | 13,514           | [ * 17 ] |
| 2015年（平成27年） | 27,244             | 13,592           |          |
| 2016年（平成28年） | 27,257             |                  |          |

## 周邊

### 正面口
- 藤丘購物中心
- 藤丘公園 - 步行約5分
- 萌黃野公園 - 步行約7分
- 藤丘地區中心
- 橫濱市立萌黃野小學校
- 橫濱市立萌黃野中學校（日语：横浜市立もえぎ野中学校）
- 橫濱柿之木台郵便局
- 昭和大學藤丘醫院（日语：昭和大学藤が丘病院）[4] - 2013年4月起列在站名標下部。車內到站廣播也加入「昭和大學藤丘醫院最近站」的資訊。
- 昭和大学藤丘復健醫院
- 三菱UFJ銀行橫濱藤丘支店
- 橫濱銀行藤丘支店
- 三井住友銀行 - SMBC藤丘諮詢辦公室、藤丘出張所
- gourmetcity（日语：グルメシティ関東）橫濱藤丘店
- VIVA HOME（日语：LIXILビバ）橫濱青葉店
- 山田電機TeccLand青葉店
- 醫藥神社（步行約13分）

### 南口
- Apolan藤丘
- 東急store（日语：東急ストア）
- 橫濱市立藤丘小學校（日语：横浜市立藤が丘小学校）
- 橫濱市立谷本小學校
- 橫濱市立綠丘中學校（日语：横浜市立緑が丘中学校）
- 橫濱藤丘郵便局
- SAVAS SPORTS CLUB藤丘
- 日本菸草菸草中央研究所
- 次世代型個別指導塾曉（あかつき）指導會

### 巴士路線
最近的巴士站是車站北側圓環的藤丘站巴士站。所有巴士皆由東急巴士運。
| 乘車處 | 系統 | 主要行經地       | 目的地   |
| ------ | ---- | ---------------- | -------- |
| 1號    | 青01 | 柿之木台、美竹台 | 青葉台站 |
| 2號    | 青83 | 千草台、梅丘     | 青葉台站 |

## 名稱由來
1960年取得執照時的暫時站名為「谷本（やもと）」，取自當時車站預定地地名下谷本町，1965年9月常務會時，由於周邊有富士塚加上紫藤茂密，正式決定改為「藤丘」。田園都市線開通後的1966年11月，藤丘也成為正式地名。

## 相鄰車站
東急電鐵
 田園都市線
■急行、■準急
通過
■各站停車
市尾（DT18）－藤丘（DT19）－青葉台（DT20）

## 延伸閱讀
- 宮田道一. . JTBパブリッシング. 2008-09-01. ISBN 9784533071669.

## 外部連結
- 藤丘（各站資訊） - 東急電鐵（日語）